# Aeroflot-Flug 811
Am 24. August 1981 kollidierte eine Antonow An-24 auf dem zweiten Abschnitt des innersowjetischen Linienfluges Aeroflot-Flug 811 von Juschno-Sachalinsk über Komsomolsk am Amur nach Blagoweschtschensk mit einer Tupolew Tu-16 der sowjetischen Luftwaffe in der Luft. Die damals 20 Jahre alte Larissa Sawizkaja überlebte als einzige unter den insgesamt 38 Insassen beider Flugzeuge.

## Flugzeuge und Besatzung
Das Flugzeug der Aeroflot war eine sieben Jahre alte Antonow An-24RW (Luftfahrzeugkennzeichen: CCCP-46653, Werknummer: 47309204), die mit zwei Turboproptriebwerken des Typs Iwtschenko AI-24VT ausgestattet war, ab dem 2. Mai 1974 eingesetzt wurde und bis zum Unfall 12.828 Betriebsstunden und 8.397 Flugzyklen absolvierte.
Die Besatzung bestand aus Flugkapitän Alexander Wassiljewitsch Mirgorodskij, dem Ersten Offizier Waleri Grigorjewitsch Scheweljow, dem Navigator Fjodosij Iwanowitsch Krischanowskij sowie dem Flugbegleiter Nikolai Iwanowitsch Dimitriew und der Flugbegleiterin Galina Petrowna Borissowa.
Das andere Flugzeug war eine 25 Jahre alte Tupolew Tu-16K (Luftfahrzeugkennzeichen 07514, Werknummer 6203106), die ab dem 31. März 1956 eingesetzt wurde und bis zum Unfall 4019 Betriebsstunden und 2870 Flugzyklen absolvierte.

## Verlauf
Die An-24 hob um 7:56 MSK (14:56 Uhr Ortszeit in Komsomolsk am Amur) mit einer wetterbedingten vierstündigen Verspätung ab, was an die Flugverkehrskontrolle von Blagoweschtschensk gemeldet wurde. Um 8:30 Uhr erhielt der Fluglotse in Archara von seinem Kollegen in Chabarowsk die Information, dass die An-24 um 8:55 MSK auf einer Höhe von 5.400 m in seinen Zuständigkeitsbereich einfliegen würde. Um 8:57 Uhr meldeten die Piloten dem Fluglotsen in Archara, dass sie in den Bereich eingeflogen seien, was dieser bestätigte. Er nannte ihre Entfernung von 225 km und den Azimut von Archara zu den Piloten von 42° (Nordost) und erteilte die Freigabe, auf 5.400 m auf der Luftstraße von Chabarowsk nach Moskau weiterzufliegen.
Währenddessen hob um 9:00 Uhr bzw. 9:01 Uhr MSK je eine Tupolew Tu-16 in Sawitinsk ab. Die beiden schweren Bomber flogen um 9:18 Uhr auf 4.200–4.500 m Höhe im Abstand von 6 km am Punkt Bachirewo vorbei, sollten dann auf 7.800–8.100 m steigen und zu einem weiteren Punkt mit folgenden Koordinaten fliegen.
Der Lotse wurde bereits vor Schichtbeginn um 2:00 Uhr MSK über den Flugplan für den Bereich um Blagoweschtschensk informiert. Laut Flugplan würden die Flugzeuge, die von Sawitinsk starteten, auf der Luftstraße zwischen Bureja und Tschegdomyn jeweils um 9:00, 14:00 und 19:00 Uhr auf militärischen Verkehr in 4200–4500 m Höhe treffen. Um 9:07 Uhr MSK meldeten die Piloten der An-24 ihre Höhe von 5.400 m, woraufhin der Lotse sie über ihre Position informierte. Um 9:15 MSK tat er dies erneut. Die Aeroflot-Piloten gaben danach auf keinen der folgenden Funksprüche eine Antwort.
Um 9:21:07 Uhr MSK (15:21:07 Uhr Ortszeit) kollidierte die An-24 mit einer der beiden Tu-16 auf 5.220 m bei guter Sicht (10 km Sichtweite) zwischen den Wolken, 3 km abseits der Luftstraße Bureja-Tschegdomyn. Die An-24 zerbrach dabei in mehrere Teile, die sich 1.020 m südwestlich vom Kollisionspunkt entfernt auf einer 2.500×900 m großen sumpfigen, bergigen und bewaldeten Fläche verteilten. Die Teile der Tu-16 gingen 2.000 m südöstlich vom Kollisionspunkt nieder. Beide Wracks brannten aus.
Soldaten suchten nach der Munition der Tu-16 und fanden 3 Tage nach dem Unfall Larissa Sawizkaja als Einzige lebend vor, die mit ihrem Ehemann Wladimir gereist war und zum Zeitpunkt der Kollision schlief. Sie erlitt Brüche an einem Arm, einem Bein und einer Rippe sowie Prellungen und Abschürfungen im Gesicht. Sie hatte bis dahin durch das Trinken von Regenwasser und Beerenbrei überlebt, da sie aufgrund ihrer zerstörten Zähne nicht kauen konnte.

## Ermittlungen
Gemäß einem Antrag des Militärs sollten an diesem Tag 2 Tupolew Tu-16, darunter auch die verunglückte, mit den Rufzeichen 07034 bzw. 07514 zur Wetteraufklärung starten. Dieser wurde dann an die Flugsicherung in Chabarowsk geschickt, dort unverändert bestätigt und an den Militärsektor Blagoweschtschensk weitergeleitet. Dieser wiederum entwickelte einen entsprechenden Flugplan, bei dem die Flugstrecke der Tu-16 auf 4.200–4.500 m die Luftstraße schneiden sollte und meldete ihn an den dortigen zivilen Sektor. Die Bestätigung durch den zivilen Sektor ging an das Abteilungszentrum des Militärsektors von Blagoweschtschensk sowie an den Flughafen Sawitinsk. Die Information, dass das Kreuzen auf 4.200–4.500 m erfolgen soll, ging dabei jedoch verloren, wodurch die Kreuzung auf jeder Höhe erfolgen konnte.
In der Flugverkehrskontrolle von Sawitinsk wurde während der Vorbereitung, noch vor dem Schichtwechsel, die Situation im Luftraum nicht analysiert und der Flughafenleiter hatte es versäumt, den Flug der Tu-16 auf dem Radar zu verfolgen. Der Informationsaustausch zwischen den Sektoren in Blagoweschtschensk untereinander und jeweils mit Chabarowsk über die Zuständigkeit und die Lage in den jeweiligen Lufträumen war mangelhaft.
Verschärft wurde dies durch Probleme in der Verwaltung durch die Militärführung. Sie hatte nicht überprüft, ob alle Informationen tatsächlich in Sawitinsk angekommen waren. Auch wurden seit Februar 1980 die Vorschriften für militärische Flüge nicht überarbeitet. So war es zum Unfallzeitpunkt nicht Pflicht, dass der zivile und der militärische Sektor Informationen über Verspätungen, die tatsächliche Abflugzeit, Transitflüge und allgemein wann ein Flugzeug in den Luftraum einfliegt, austauschten. Die Piloten der beiden Tu-16 wussten deswegen auch nicht von der An-24 auf der Luftstraße in ihrer Nähe. Umgekehrt kannte in Blagoweschtschensk der Zivilsektor vom Militärsektor nicht den tatsächlichen Abflugzeitpunkt der Tu-16.

## Schlussfolgerungen
Letztlich wurde schlechte Luftraumkontrolle um Sawitinsk sowie eine mangelnde Kommunikation der Sektoren in Zusammenhang mit der schlechten Organisierung als Unfallursache angesehen.

## Verfilmung
Der Film „The One – Die einzige Überlebende“ von Dmitriy Suvorov aus dem Jahr 2022 ist ein  Survival-Thrillerdrama  das erst die Liebe von Larissa und Wolodja und dann den Überlebenskampf von Larissa aufzeigt. Am Ende des Films kommt die echte Larissa Sawizkaja zu Wort.